# 元ちとせ
元 ちとせ（はじめ ちとせ、1979年1月5日 - ）は、日本の歌手、奄美民謡歌手（唄者）。旧姓の本名同じ。
鹿児島県大島郡瀬戸内町（奄美大島）出身。アリオラジャパン・オフィスオーガスタ所属。

## 来歴
奄美大島南部の海辺に30世帯くらいが寄り集まっている瀬戸内町嘉徳（かとく）集落で育つ。
1993年、中学3年生の時「塩道長浜節」で奄美民謡大賞少年の部優秀賞を受賞。1994年、鹿児島県立古仁屋高等学校1年在学時に「俊良主節」で奄美民謡大賞青年の部新人賞を受賞。
翌1995年奄美市のセントラル楽器からシマ唄のカセットテープ『ひぎゃ女童（めらべ）』発売。この中で元が唄う「朝花節」が、同年の松竹映画『男はつらいよ 寅次郎紅の花』で劇中歌に使われた。
1996年、高校3年生の時、「嘉徳なべ加那節」を歌い、高校生初、史上最年少（当時）で奄美民謡大賞を受賞。1996年11月にシマ唄のCD『故郷・美ら・思い (しま・きょら・うむい)』が発売された。
1998年10月、歌手デビューを目指し上京。HMV数寄屋橋店でアルバイトをしながら、自分の音楽を模索する日々を送る。
2001年3月、The Sugarcubes、山崎まさよしらの曲をカバーしたミニアルバム『Hajime Chitose』でインディーズデビュー。7月にはオリジナル曲を収録したミニアルバム『コトノハ』をオーガスタレコードより発売（奄美民謡では前述の通り奄美在住中にCDデビュー済み）。
2002年、エピックレコードジャパンより発売したメジャーデビューシングル「ワダツミの木」が発売2ヶ月後にオリコンシングルチャートで1位となり、その後80万枚を超えるセールスを達成。サウンドスキャンジャパンの2002年度年間シングルチャートでも1位を記録（オリコン・プラネットでは年間3位）。2002年度の新人歌手では最大のヒット曲となった。ルーツにシマ唄を持つ独特の歌唱法で、その天にも届く歌声は一部から「神の声」とも絶賛された。
同年7月、ファーストアルバム『ハイヌミカゼ』を発売。本アルバムは2週連続でチャート1位を記録し、『第44回日本レコード大賞』ではベストアルバム賞を受賞。また同年、ディープ・フォレストのアルバム『Music Detected』に参加。2002年10月より2003年3月まで放送されたNHK連続テレビ小説『まんてん』の主題歌「この街」を歌唱。
2003年は6月に「千の夜と千の昼」、8月に「いつか風になる日」のシングル2作品を発売。9月に発売のセカンドアルバム『ノマド・ソウル』はアルバム・チャートで初登場1位（2003年9月15日）を記録し、ファーストに続いてアルバム2作連続初登場1位となった。同月、初の全国ツアー「元ちとせ コンサートツアー2003 "はじめまして"」を行い、大成功を収めた。
2004年1月にホームページで結婚と妊娠を発表（しかしその後流産した）。
2005年6月、PlayStation 2向けに発売された『GENJI』の主題歌「月を盗む」を歌唱。同年8月6日、出産後初めてテレビに登場し、TBS『筑紫哲也 NEWS23』に坂本龍一と共に生出演、広島市の原爆ドーム前で反戦歌「死んだ女の子」を演奏した。同年11月23日、新曲「語り継ぐこと」を発売し、本格的に歌手活動を再開。
2006年6月、パイオニアのCMに出演。2007年にはデビュー5周年を迎え、アイルランドの国民的バンド、チーフタンズとのコラボレーションが実現。6月には彼らの全国ツアーに参加し、大きな話題となる。同年8月、フジテレビ系アニメ『ミヨリの森』で、一本桜の精として声優に初挑戦した。
2008年11月、福耳のメンバーである山崎まさよし、杏子とともに、ハウス食品ウコンの力CMに出演した。
2011年に奄美大島出身の中孝介との二人ユニット「お中元」を発足。3月9日に同ユニットにて、九州新幹線 (鹿児島ルート)全線開業のイメージソング｢春の行人｣をエピック・レーベルより発表。作曲は大橋卓弥、作詞は岡本定義。同年、所属レーベルをオフィスオーガスタのレーベルがあるアリオラジャパンに変更。
2012年11月からは奄美市のあまみエフエムでレギュラー担当番組『Do you know me?』が開始、バーの常連客「スタートちゃん」（はじめの直訳）を演じて、店のネオママとトークしている。
私生活では、2004年1月の飲食店経営の男性との結婚し、同時期に拠点を沖縄に移し、東京と沖縄を行き来するようになる。2005年1月、待望の第一子となる女児を出産後は、歌手と母親業の二足のわらじ生活を送った。更に2009年12月12日に第二子となる男児を出産したの機に、生まれ故郷の奄美大島で暮らし始めた。
趣味は相撲観戦で、白鵬を応援している。

## エピソード

### 奄美での子供時代
奄美大島で父は建設業、母は大島紬の機織りの仕事や給食センターで働き、3姉妹の末っ子として育つ。幼い頃は外を駆け回る活発な性格で、畑仕事をする大好きな祖母に付いて畑でよく過ごしていた。集落ではシマ唄が日常生活に溶け込むように存在し、レコードから流れたり住民たちが口ずさむのを聴いて育った。
小学5年生の時、母の勧めで三味線を習うことになり、古仁屋で中野豊成に師事してひぎゃ唄と呼ばれる地元のシマ唄を習う。当時通っていた瀬戸内町立嘉徳小学校（2005年廃校）は全校児童が4人ほどの複式授業で、卒業式は1人きりであった。

### 本格的に歌手デビューへ
中学生の頃に、母から「自分のやっていること（三味線やシマ唄を歌うこと）の証を残しなさい」と言われたことから、民謡大会に出場するようになった。シマ唄のカセットテープやCDを発売後、歌声の評判を聞いたレコード会社の人が8時間かけて奄美に訪れた。その人から名刺を渡されてスカウトされたが、当時は芸能界に特に興味はなかったためその話を断った。
高校卒業後、美容師を目指して18歳で島を出て、（当初三重県に転居したとされ、その後）兵庫県尼崎市の美容室で2年ほど働いた。しかし薬剤が体に合わずに体調を崩し、薬剤アレルギーにより美容師になる夢を断念した。島に帰るつもりで荷造りをしていたところ偶然上記の名刺が出てきて、軽い気持ちで電話をかけたことが、その後歌手としてメジャーデビューに繋がった。

### 楽曲「死んだ女の子」

#### 曲との出会い
2005年頃から、広島の原爆により7歳で亡くなった女の子を題材にした反戦歌「死んだ女の子」（カバーソング）を歌い続けている。同曲は、詩人のナジム・ヒクメットが作った詞（中本信幸が日本語訳詞を担当）に、作曲家の外山雄三が曲をつけ、「ヒロシマ及びナガサキの悲劇を繰り返さない」という平和へのメッセージが込められている。
この曲との出会いは、インディーズデビュー（ミニアルバム『Hajime Chitose』の発売）前の頃、事務所社長でプロデューサーの森川欣信から「ちょぅとデモ盤を録るから」と告げられたことだった。しかし、当時本人は原爆についてよく知らず、若かったこともあって詞の内容と向き合えずに終わった。
24歳の頃、夏に広島で音楽イベントに出演した時に広島平和記念資料館を訪れ、初めて見る原爆の被害を受けた街や被害者の様子に衝撃を受けた。これがきっかけで、『死んだ女の子』にもう一度ちゃんと向き合って「レコーディングしたい」と思うようになった。

#### 坂本龍一との関わり
ただし、平和を訴えるメッセージ性の強いこの歌をどんな風に伝えたらいいか悩んだことから、後日坂本龍一にプロデュースを願い出た。当時ニューヨークに住む坂本から快諾をもらい、現地で彼のプロデュース、アレンジ及び指揮により「死んだ女の子」が録音された。
2005年に長女を産んだことや、戦後60年の節目であることから同曲を発表する機運が高まり、同年8月5日に配信。翌8月6日に坂本と共に出演した『NEWS23』のステージでは、裸足で歌唱パフォーマンスを行った。本番前、慣れない生放送でメッセージ性の強い「死んだ女の子」を歌うことに緊張していた。すると横に並んでいた坂本が、“大丈夫”と落ち着かせるように元の手をギュッと握ってくれたことで吹っ切れ、歌唱後は視聴者に大きな感動を巻き起こした。
以降毎年、終戦日を迎える夏に期間限定でこの曲を配信し、その収益をチャリティとして寄付してきた。また、同曲は2010年の映画『キャタピラー』の主題歌にも起用されるなど、元の代表曲の一つとなった。

## ディスコグラフィ

### シングル
| 枚   | 発売日         | タイトル                            | 順位  |
| ---- | -------------- | ----------------------------------- | ----- |
| 1st  | 2002年2月6日   | ワダツミの木                        | 1位   |
| 2nd  | 2002年5月22日  | 君ヲ想フ                            | 6位   |
| 3rd  | 2002年11月7日  | この街                              | 7位   |
| 4th  | 2003年6月11日  | 千の夜と千の昼                      | 6位   |
| 5th  | 2003年8月13日  | いつか風になる日                    | 8位   |
| 6th  | 2005年11月23日 | 語り継ぐこと                        | 12位  |
| 7th  | 2006年3月8日   | 春のかたみ                          | 26位  |
| 8th  | 2006年5月3日   | 青のレクイエム                      | 48位  |
| 9th  | 2007年8月22日  | あなたがここにいてほしい/ミヨリの森 | 33位  |
| 10th | 2008年7月2日   | 蛍星                                | 53位  |
| 11th | 2011年8月31日  | 永遠の調べ                          | 173位 |

### 配信シングル
※厳密には配信シングルではないものも含む(配信後、アルバム等に収録されるなどした楽曲。)
| 配信日                                                        | タイトル                     | 収録アルバム                                                     | 備考                                                                 |
| ------------------------------------------------------------- | ---------------------------- | ---------------------------------------------------------------- | -------------------------------------------------------------------- |
| 2005年8月5日                                                  | 死んだ女の子                 | 3作目のアルバム『ハナダイロ』（初回限定盤ボーナストラック）      | 映画｢キャタピラー｣主題歌                                             |
| 2006年11月22日                                                | 六花譚(ロッカバラード)       | 4作目のアルバム『カッシーニ』                                    | ドラマ『氷点(2006年版)』主題歌                                       |
| 2007年12月26日                                                | 恵みの雨                     | コンピレーションアルバム『image7』 4作目のアルバム『カッシーニ』 | P&G シャンプー｢h&s｣テレビCMソング                                    |
| 2009年3月4日（着うた/RBT） 2009年3月21日（着うたフル）        | 遠い海へ旅に出た私の友達     | 11作目のシングル「永遠の調べ」                                   | TBS系ドキュメンタリー番組「ウミガメが教えてくれること｣テーマソング   |
| 2010年1月27日（着うたR） 2010年2月1日（着うたフルR、RBT、PC） | やわらかなサイクル           | 11作目のシングル「永遠の調べ」                                   | 2010 JFL ECO MESSAGE SONG 新千歳空港エコエアポート2010公式応援ソング |
| 2012年10月3日                                                 | ワダツミの木 with SLY&ROBBIE | （アルバム未収録）                                               | 1作目のシングル「ワダツミの木」のリプロダクト曲                      |
| 2012年10月10日                                                | 語り継ぐこと 2012            | （アルバム未収録）                                               | 6作目のシングル「語り継ぐこと」のリプロダクト曲                      |
| 2013年12月25日                                                | 星めぐりの歌                 | （アルバム未収録）                                               | ソニー4K対応ブラビア TVCFソング 宮沢賢治作詞・作曲の曲のカバー       |
| 2016年8月3日                                                  | 君の名前を呼ぶ               | （アルバム未収録）                                               | 映画『ゆずの葉ゆれて』主題歌                                         |

### アルバム

#### インディーズ作品

##### 民謡
| 枚  | 発売日     | タイトル                                | 備考 |
| --- | ---------- | --------------------------------------- | --- |
| 1st | 1995年4月  | ひぎゃ女童（めらべ）                    | カセット。奄美民謡大賞新人賞受賞記念作品。発売元は奄美市のセントラル楽器。現在入手可能な最も初期の音源で、18曲入り、「子守唄」はCD未収録。収録曲は全てシマ唄。囃子：森山ユリ子、中野末子 |
| 2nd | 1996年11月 | 故郷・美ら・思い (しま・きょら・うむい) | CD。奄美民謡大賞受賞記念作品。22曲入り、収録曲は全てシマ唄。一部はカセットと同じ音源、一部再録音。セントラル楽器。囃子：森山ユリ子、中野末子。2002年6月10日にジャケットを変えて再発売。  |

##### ポップス
| 枚  | 発売日        | タイトル       | 順位 | 備考                                                                                |
| --- | ------------- | -------------- | ---- | ----------------------------------------------------------------------------------- |
| 1st | 2001年3月10日 | Hajime Chitose | 43位 | 全曲カバーのアルバム。2010年5月26日再発売され、ポップスでは現在入手出来る初の音源。 |
| 2nd | 2001年8月1日  | コトノハ       | 37位 | 全曲オリジナルによる初の音源。2010年5月26日再発売。                                 |

#### メジャーレーベル作品
| 枚            | 発売日         | タイトル                                    | 順位  |
| ------------- | -------------- | ------------------------------------------- | ----- |
| 1st           | 2002年7月10日  | ハイヌミカゼ                                | 1位   |
| 2nd           | 2003年9月3日   | ノマド・ソウル                              | 1位   |
| 3rd           | 2006年5月10日  | ハナダイロ                                  | 4位   |
| 4th           | 2008年7月16日  | カッシーニ                                  | 15位  |
| 5th           | 2010年8月4日   | Orient                                      | 38位  |
| 6th           | 2010年8月4日   | Occident                                    | 100位 |
| 7th（Best）   | 2012年10月24日 | 語り継ぐこと                                | 41位  |
| 8th           | 2015年7月22日  | 平和元年                                    | 125位 |
| 9th           | 2018年11月14日 | 元唄（はじめうた）～元ちとせ 奄美シマ唄集～ | 192位 |
| 10th（Remix） | 2019年11月27日 | 元唄 幽玄 ～元ちとせ奄美シマ唄REMIX         |       |
| 11th          | 2021年8月4日   | トコトワ ～奄美セレクションアルバム～       | 138位 |
| 12th          | 2022年7月6日   | 虹の麓                                      | 109位 |

### 未音源化楽曲
- サンスベリア　ハニー（作詞・作曲：アナム&マキ）

2011年の冬の「ハイヌミカゼ」(定期的に行われるワンマンライブ)にて初披露。

### 参加作品
- 福耳

「福耳」を参照。
- お中元 ｢春の行人｣（2011年3月9日、エピック ESCL-3636）
  1. 春の行人（ゆこうど）
  2. なごり雪
  3. 春なのに
  4. 春の行人（instrumental)

- ソニック『失竊千年』（2014年12月29日 禾廣 Hove CHFC141229）
  - M10 「暮沉武德殿(民謠版)」（「Defenders of Bú-Tik Palace (acoustic)」）

台湾のブラックメタル・バンドの作品にゲストボーカル（「元千歲」名義）として参加、台湾語で歌唱。

## 出演番組

### テレビ

#### ドキュメンタリー
- BS列島スペシャル「私の愛した島唄 元ちとせ18歳の旅立ち」（1997年5月31日、NHK BSプレミアム）
- 情熱大陸（2002年5月26日、毎日放送）
- 音楽達人倶楽部（2002年8月9日、NHK総合）
- JNN共同制作番組 ウミガメが教えてくれること（2009年3月21日、南日本放送）
- NNNドキュメント'14 日本地図から消えた島 奄美 無血の復帰から60年（2014年1月20日、鹿児島読売テレビ制作、日本テレビ系列） - ナレーター
- スーパーラグジュアリートレイン ニッポン再発見！西日本1500キロの旅 (2017年12月27日、NHK BSプレミアム) - 知花くららと旅人として。

#### その他
- アニメ『ミヨリの森』（2007年8月25日、フジテレビ系） - 一本桜の精 役
- バラエティ『日曜もアメトーーク!』(2017年5月28日、テレビ朝日)「ド田舎芸人」回に出演[10]。

### ラジオ
- あまみエフエム『Do you know me?』

2012年11月に始まったレギュラー担当番組。毎週金曜22:00から30分間。再放送は土曜23:00。インターネットのサイマル・ラジオ、ListenRadioによって世界各地でも聴くことができる。

## CM
- 西平本家 - 奄美黒糖焼酎「せえごれ」(商品ラベルの題字も書いた。奄美市の歓楽街屋仁川通りに大きな看板がある。)あまみエフエム『Do you know me?』のスポンサー。